# ウォーターズ
ウォーターズ（WATERS）とは、2006年3月11日封切の日本映画。シネマGAGA!他日本全国の映画館で上映。

## ストーリー
空前のホストブームの今、ホストクラブの面接を受けた7人が集まり、ホストクラブ「DOGDAYS」を運営をすることになるが、経営状況は悪化していく。果たして、「DOGDAYS」は成功するのか。

## キャスト

### WATERS
- リョウヘイ（元路上パフォーマー）：小栗旬
- 直人（元バスケットボール選手）：松尾敏伸
- ユウキ（元青年実業家）：須賀貴匡
- 進太郎（元インテリアコーディネーター）：葛山信吾
- ケイタ（元バスケットボール選手）：森本亮治
- 正彦（元銀行員）：桐島優介
- 鉄平（元京風懐石の板前）：平山広行

### その他
- 美奈子：真中瞳
- チカ：成海璃子
- オーナー：原田芳雄
- 山口紗弥加
- エリカ
- 大谷允保
- 高木りな
- 小田井涼平
- 弓削智久
- 鶴見一沙 - 試写会の舞台挨拶にゲスト出演。

## スタッフ
- 脚本:岡田俊平、福田卓郎
- 主題歌:倖田來未「Boys♥Girls」（rhythm zone）
- 監督:西村了
- キャスティング：山口正志
- 製作:ギャガ、エイベックス・エンタテインメント
- 配給：ギャガ
- スーパーバイザー:鮎川優
- 上映時間:107分